# Ghiacciaio Corner
Il ghiacciaio Corner è un ghiacciaio lungo circa 20 km situato nella parte nord-occidentale della Dipendenza di Ross, nell'Antartide orientale. Il ghiacciaio, il cui punto più alto si trova a circa 1400 m s.l.m., si trova nell'entroterra della costa di Borchgrevink e della costa di Scott, dove si forma a nord del monte Dickason, scendendo dal versante sud-occidentale della dorsale Deep Freeze e fluendo verso sud-ovest, costeggiando il versante meridionale della cresta Black, fino a unire il proprio flusso a quello del ghiacciaio Priestley.

## Storia
Il ghiacciaio Corner è stato esplorato per la prima volta dalla squadra settentrionale della spedizione Terra Nova, condotta dal 1910 al 1913, e così battezzato in virtù della sua posizione rispetto alla piattaforma glaciale Nansen ("corner" in inglese significa "angolo").